# Laurence Manfredi
Pour les articles homonymes, voir Manfredi.
 (novembre 2021).
Si vous disposez d'ouvrages ou d'articles de référence ou si vous connaissez des sites web de qualité traitant du thème abordé ici, merci de compléter l'article en donnant les références utiles à sa vérifiabilité et en les liant à la section « Notes et références ».
Laurence Manfredi (née le 20 mai 1974 à Gap) est une athlète française spécialiste du lancer du poids. 

## Carrière
En 2007, elle prend la cinquième place des Championnats d'Europe en salle de Birmingham avec un jet à 18,02 m, puis se classe septième de l'édition 2009 à Turin. Elle participe également aux Championnats du monde en plein air 1997, 1999 avec un record de France en qualifications, 2003 et 2009, ainsi qu'aux Jeux olympiques de 2000 et 2004 demi-finaliste. Elle a le record de participation à la Coupe d'Europe tout pays européen confondu. Elle a participé de 1995 à 2011 à toutes les rencontres internationales majeures en athlétisme.
Licenciée au club de Gap Hautes Alpes Athlétisme, son record personnel est de 18,69 m, établi lors des championnats de France en salle a Lievin en 2000.
Parallèlement à sa carrière d'athlète, elle pratique le bobsleigh l'hiver en tant que pousseuse d'abord, puis en tant que pilote.
Malgré des résultats probants en coupe d'Europe avec 2 podiums comme pilote en 2008 et une 4e place au classement général de la coupe d'Europe après une année de pilotage(2008), ce qui sera une première pour un bobsleigh féminin français. La Fédération Française des Sports de Glace arrêtera le programme masculin en coupe du monde, qui redescendra en coupe d'Europe et par la même occasion, arrêtera le programme féminin. Sans soutient, l'équipage féminin renoncera à la préparation et la participation aux jeux de Vancouver et de Sotchi.
Elle intègre l'équipe de France de voile en 2009-2010 sur le nouveau support Olympique : Elliot6, bateau supportant un équipage de 3. Ses équipières: Anne Le Helley et Catherine Lepesant (toutes deux 5e aux Jeux olympiques de Pékin). Son poste, régleur de grand voile. 
En 2011, elle devient championne de France d'haltérophilie par équipe avec le club de Villeneuve-Loubet.
En 2012, une lourde blessure met un terme à sa carrière sportive.

## Palmarès
- Détentrice du record de France en 1999 à cinq reprises, de 17,74 m à 18,68 m
- Détentrice du record de France en salle en 2000, avec 18,68 m, puis 18,69 m
- Vainqueur des Jeux de la Francophonie en 1997 (3e en 2001)
- Jeux méditerranéen 3e
- Championne de France en plein air de 1995 à 2000, en 2002, 2003, 2004, 2005, 2006, 2007, 2008 et 2010
- Championne de France en salle de 1995 à 2010.
- 2 participations aux jeux olympiques Sydney (21e) et Athènes (15e)
- championnats du Monde : 1997 Athènes (21e), 1999 Séville 13e avec un record de France, 2003 Paris(14e).
- championnats d'Europe : 2007 5e a Birmingham, 2009 7e à Turin.
- coupe d'Europe : 3e place à plusieurs reprises, 14 participations consécutives. Record absolu de participation tous pays confondus.
- championnat du Monde en salle : plusieurs participations et plusieurs places de finalistes.
- championnat d'Europe en salle : plusieurs participations et plusieurs places de finalistes.

## Reconversion
Laurence Manfredi est aujourd'hui Conseiller Technique et Sportif, agent du Ministère de l'éducation nationale, de la jeunesse et des sports, placée auprès de la Fédération Française d'Athlétisme.  Elle exerce des missions transversales d'entrainements auprès de fédérations olympiques et paralympiques. 